# Моралес, Уго
У́го Альберто Мора́лес (исп. Hugo Alberto Morales; 30 июля 1974, Буэнос-Айрес) — аргентинский футболист. В 2008 году завершил карьеру.

## Карьера
Свой футбольный путь Уго Моралес начал в клубе «Уракан», 3 марта 1991 года в матче с «Бока Хуниорс», завершившемся победой «Бока Хуниорс» со счетом 2-0. В «Уракане» он играл четыре года, после чего за сумму около миллиона долларов США перешёл в «Ланус». В Ланусе он стал постоянным игроком основы, именно с этим клубом Моралес взял Кубок КОНМЕБОЛ 1996. В 1995—1996 годах Уго поиграл за сборную Аргентины, провел девять матчей и забил два гола. Со сборной он поучаствовал в Олимпиаде в Атланте, где сборная Аргентины завоевала серебряную медаль.
В 1999 году Уго перебрался в Европу. Его новым клубом стал только что вылетевший из Примеры «Тенерифе». Вместе с Уго Моралесом, через два года, в 2001 Тенерифе опять поднялся в Примеру с третьего места в Сегунде. Повышение было достигнуто в самом последнем матче Сегунды, где победный гол забил именно Уго Моралес.
В 2002 он вернулся в Аргентину, в «Ланус», затем, в 2003-м, перешёл в Индепендьенте. В 2004-м вновь уехал за рубеж, в колумбийскую команду
Атлетико Насьональ, с которой в 2005-м году стал чемпионом Колумбии. После этого успеха в карьере наступил спад. Последовали травмы. В 2006 он перешёл в знаменитый колумбийский клуб «Мильонариос», но не смог заиграть там в полную силу. В 2007 переехал в Чили, в клуб «Универсидад Католика». недолго поиграв в нём, вернулся в Аргентину — его пригласил клуб «Тальерес». Однако Уго отклонил предложение и решил уйти из футбола. После ухода из профессионального спорта, Уго признал, что прошёл лечение от рака.

## Достижения

### Национальные чемпионаты за рубежом
| Титул           | Клуб               | Страна   | Год  |
| --------------- | ------------------ | -------- | ---- |
| Турнир Апертура | Атлетико Насьональ | Колумбия | 2005 |

### Международные кубки
| Титул               | Клуб  | Страна    | Год  |
| ------------------- | ----- | --------- | ---- |
| Кубок КОНМЕБОЛ 1996 | Ланус | Аргентина | 1996 |

### Сборная Аргентины
| Титул                                    | Место проведения          | Год  |
| ---------------------------------------- | ------------------------- | ---- |
| Золотая медаль на Панамериканских играх  | Аргентина                 | 1995 |
| Серебряная медаль на Олимпиаде в Атланте | Соединённые штаты Америки | 1996 |